# Étude académique des nouveaux mouvements religieux
L'étude académique des nouveaux mouvements religieux est connue sous le nom de « new religions studies » (NRS),. L'étude s'appuie sur les disciplines de l'anthropologie, de la psychiatrie, de l'histoire, de la psychologie, de la sociologie, des études religieuses et de la théologie. Eileen Barker note qu'il existe cinq sources d'information sur les nouveaux mouvements religieux (NRM) : les informations fournies par ces groupes eux-mêmes, celles fournies par les anciens membres ainsi que par les amis et les parents des membres, les organisations qui collectent des informations sur les NRM, les médias grand public et les universitaires qui étudient ces phénomènes.
L'étude des nouvelles religions est unifiée par son sujet d'intérêt, plutôt que par sa méthodologie, et est donc de nature interdisciplinaire,. Les nouvelles religions ont fait l'objet d'une abondante littérature scientifique, la plupart du temps produite par des chercheurs en sciences sociales,. Parmi les disciplines utilisées par le NRS figurent l'anthropologie, l'histoire, la psychologie, les études religieuses et la sociologie. Parmi ces approches, la sociologie a joué un rôle particulièrement important dans le développement du domaine, ce qui a eu pour conséquence qu'il a été initialement confiné à un éventail étroit de questions sociologiques. Cette situation a changé par la suite, lorsque les chercheurs ont commencé à appliquer à l'étude des nouvelles religions des théories et des méthodes élaborées à l'origine pour l'étude des religions les plus répandues.
La majorité des recherches ont porté sur les nouvelles religions qui ont suscité le plus de controverses dans l'opinion publique ; les MNO moins controversées ont eu tendance à faire l'objet de moins de recherches scientifiques. Il a également été noté que les spécialistes des nouvelles religions ont souvent évité d'étudier certains mouvements, qui ont plutôt tendance à être étudiés par des spécialistes d'autres horizons ; le mouvement de spiritualité féministe est généralement examiné par des spécialistes des études féminines, les nouvelles religions afro-américaines par des spécialistes des études africaines et les nouvelles religions amérindiennes par des spécialistes des études amérindiennes.

## Développement historique
Au Japon, l'étude académique des nouvelles religions est apparue dans les années qui ont suivi la Seconde Guerre mondiale,
L'expression « guerre des sectes » a été utilisée pour décrire les controverses qui ont eu lieu dans les années 1980, 1990 et au début des années 2000, lorsque des universitaires ayant des opinions divergentes sur les nouveaux mouvements religieux se sont affrontés, notamment par le biais de poursuites judiciaires. À la fin des années 2000, la confrontation a commencé à se calmer.

### Sources
- Eileen Barker, New Religious Movements: A Practical Introduction. London: Her Majesty's Stationery Office, 1989 (ISBN 978-0113409273)
- David G. Bromley, « Whither New Religions Studies?: Defining and Shaping a New Area of Study », Nova Religio: The Journal of Alternative and Emergent Religions, vol. 8, no 2,‎ 2004, p. 83–97 (DOI 10.1525/nr.2004.8.2.83, JSTOR 10.1525/nr.2004.8.2.83.)
- David G. Bromley, The Cambridge Companion to New Religious Movements § The Sociology of New Religious Movements, Cambridge and New York, Cambridge University Press, 2012 (ISBN 978-0521145657), p. 13–28
- Eugene V. Gallagher, « Compared to What? 'Cults' and 'New Religious Movements.' », History of Religions, vol. 47, nos 2/3,‎ 2007, p. 212
- Olav Hammer et Mikael Rothstein, The Cambridge Companion to New Religious Movements § Introduction to New Religious Movements, Cambridge and New York, Cambridge University Press, 2012 (ISBN 978-0521145657), p. 1–9
- James R. Lewis, The Oxford Handbook of New Religious Movements § Overview, Oxford, Oxford University Press, 2004 (ISBN 978-0195149869), p. 1–15
- J. Gordon Melton, The Oxford Handbook of New Religious Movements § An Introduction to New Religions, Oxford, Oxford University Press, 2004 (ISBN 978-0195149869), p. 16–35
- John A. Sablia, Teaching New Religious Movements § Disciplinary Perspectives on New Religious Movements: Views of from the Humanities and Social Sciences, Oxford University Press, 2007 (ISBN 9780195177299, DOI 10.1093/acprof:oso/9780195177299.001.0001), p. 41–63